# СРСР на зимових Олімпійських іграх 1964
СРСР на зимових Олімпійських іграх 1964 року представляли 69 спортсмени. Радянські спортсмени здобули 25 медалей, що допомогло посісти перше загальнокомандне місце.
Збірна брала участь у всіх змаганнях окрім бобслея, санного спорту та одиночного фігурного катання на ковзанках.
Вперше в історії олімпійської збірної СРСР було завойовано золото у біатлоні та фігурному катанні, вдруге золото виграли хокеїсти.

## Медалісти
| Медаль             | Спортсмен | Вид спорту          | Дисципліна                    |
| ------------------ | --- | ------------------- | ----------------------------- |
| Золото             | Володимир Меланьїн | Біатлон             | Чоловіки, гонка 20 км         |
| Золото             | Клавдія Боярських | Лижні перегони      | Жінки, гонка 5 км             |
| Золото             | Клавдія Боярських | Лижні перегони      | Жінки, гонка 10 км            |
| Золото             | Алевтина Колчина Євдокія Мекшило Клавдія Боярських | Лижні перегони      | Жінки, естафета 3 x 5 км      |
| Золото             | Антс Антсон | Ковзанярський спорт | Чоловіки, 1500 м              |
| Золото             | Лідія Скоблікова | Ковзанярський спорт | Жінки, 500 м                  |
| Золото             | Лідія Скоблікова | Ковзанярський спорт | Жінки, 1000 м                 |
| Золото             | Лідія Скоблікова | Ковзанярський спорт | Жінки, 1500 м                 |
| Золото             | Лідія Скоблікова | Ковзанярський спорт | Жінки, 3000 м                 |
| Золото             | Людмила Білоусова Олег Протопопов | Фігурне катання     | Парне катання                 |
| Золото             | Збірна СРСР з хокею з шайбою \| Віктор Коноваленко \| Борис Зайцев \| \| Олександр Рагулін \| Едуард Іванов \| \| Віталій Давидов \| Віктор Кузькін \| \| Олег Зайцев \| Костянтин Локтєв \| \| Олександр Альметов \| Веніамін Олександров \| \| Євген Майоров \| В'ячеслав Старшинов \| \| Борис Майоров \| Леонід Волков \| \| Віктор Якушев \| Анатолій Фірсов \| \| Станіслав Пєтухов \| \| | Хокей з шайбою      | Чоловіки                      |
| Срібло             | Олександр Привалов | Біатлон             | Чоловіки, гонка 20 км         |
| Срібло             | Микола Кисельов | Лижне двоборство    | Чоловіки, північне двоборство |
| Срібло             | Євдокія Мекшило | Лижні перегони      | Жінки, гонка 10 км            |
| Срібло             | Євген Грішин | Ковзанярський спорт | Чоловіки, 500 м               |
| Срібло             | Володимир Орлов | Ковзанярський спорт | Чоловіки, 500 м               |
| Срібло             | Ірина Єгорова | Ковзанярський спорт | Жінки, 500 м                  |
| Срібло             | Ірина Єгорова | Ковзанярський спорт | Жінки, 1000 м                 |
| Срібло             | Валентина Стеніна | Ковзанярський спорт | Жінки, 3000 м                 |
| Бронза             | Ігор Ворончихін | Лижні перегони      | Чоловіки, гонка 30 км         |
| Бронза             | Іван Утробін Геннадій Ваганов Ігор Ворончихін Павло Колчин | Лижні перегони      | Чоловіки, естафета 4 x 10 км. |
| Бронза             | Алевтіна Колчина | Лижні перегони      | Жінки, гонка 5 км             |
| Бронза             | Марія Гусакова | Лижні перегони      | Жінки, гонка 10 км            |
| Бронза             | Тетяна Сидорова | Ковзанярський спорт | Жінки, 500 м                  |
| Бронза             | Берта Колокольцева | Ковзанярський спорт | Жінки, 1500 м                 |
| Віктор Коноваленко | Борис Зайцев |                     |                               |
| Олександр Рагулін  | Едуард Іванов |                     |                               |
| Віталій Давидов    | Віктор Кузькін |                     |                               |
| Олег Зайцев        | Костянтин Локтєв |                     |                               |
| Олександр Альметов | Веніамін Олександров |                     |                               |
| Євген Майоров      | В'ячеслав Старшинов |                     |                               |
| Борис Майоров      | Леонід Волков |                     |                               |
| Віктор Якушев      | Анатолій Фірсов |                     |                               |
| Станіслав Пєтухов  | |                     |                               |

### Спортсмени з кількома медалями
| Ім'я              | Вид спорту          |   |   |   | Разом |
| ----------------- | ------------------- | - | - | - | ----- |
| Лідія Скобликова  | Ковзанярський спорт | 4 |   |   | 4     |
| Клавдія Боярських | Лижні перегони      | 3 |   |   | 3     |
| Євдокія Мекшило   | Лижні перегони      | 1 | 1 |   | 2     |
| Алевтина Колчина  | Лижні перегони      | 1 |   | 1 | 2     |
| Ірина Єгорова     | Ковзанярський спорт |   | 2 |   | 2     |
| Ігор Ворончихін   | Ковзанярський спорт |   |   | 2 | 2     |

## Здобутки

### Республік
| Місце | Країна         | Золото | Срібло | Бронза | Загалом |
| ----- | -------------- | ------ | ------ | ------ | ------- |
| 1     | РРФСР          | 28     | 7      | 7      | 42      |
| 2     | Українська РСР | 1      | 0      | 0      | 1       |
| 3     | Естонська РСР  | 1      | 0      | 0      | 1       |
| 4     | Білоруська РСР | 0      | 1      | 0      | 1       |

### Автономних республік
| Місце | Країна          | Золото | Срібло | Бронза | Загалом |
| ----- | --------------- | ------ | ------ | ------ | ------- |
| 1     | Татарська АРСР  | 0      | 0      | 1      | 1       |
| 2     | Башкирська АРСР | 0      | 0      | 1      | 1       |

## Здобутки українських спортсменів
Олімпійськими чемпіонами стали:

- Альметов Олександр Давлетович (Хокей з шайбою)